# Астероїд типу P
Спектра́льний тип P — клас астероїдів, що включає об'єкти з досить низьким альбедо і рівним червонуватим спектром без конкретних ліній поглинання. Такі астероїди можуть бути багаті на вуглець і силікати, можливо, упереміш з водяним льодом. Астероїди цього класу переважають у зовнішніх частинах поясу астероїдів або за його межами.

## Класифікація
Близько 1981 року астероїди, що мають спектральні характеристики як у типу М, але нижче альбедо, виділяють в окремий клас X, який згодом був перейменований на клас DM (темні (англ. dark) M) або PM (псевдо M), поки нарешті не дістав власного постійного позначення в класифікації астероїдів як клас P (де P вказує на «псевдо-М»).

## Властивості
Астероїди спектрального типу P — досить темні об'єкти з альбедо 0,02 — 0,07. Вони мають червонуватіший спектр, ніж астероїди типу S і без чітких ліній поглинання. Червоний колір може бути обумовлений наявністю органічних сполук, пов'язаних з керогеном.
На периферії головного поясу астероїдів, за 2,6 а. о. від Сонця переважають астероїди з низькими альбедо C, D і P типів. Максимальне зосередження астероїдів цього класу спостерігається на відстані 4 а. о. До астероїда даного типу відносяться: 46 Гестія, 65 Кібела, 76 Фрейя, 87 Сільвія, 153 Гільда і 476 Гедвіґ